# Charles-François Dumouriez

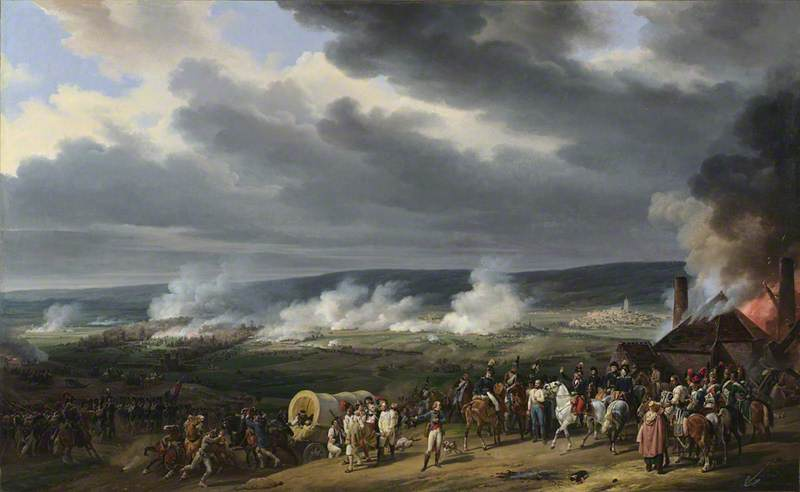
De slag bij Jemappes (Horace Vernet, 1821)

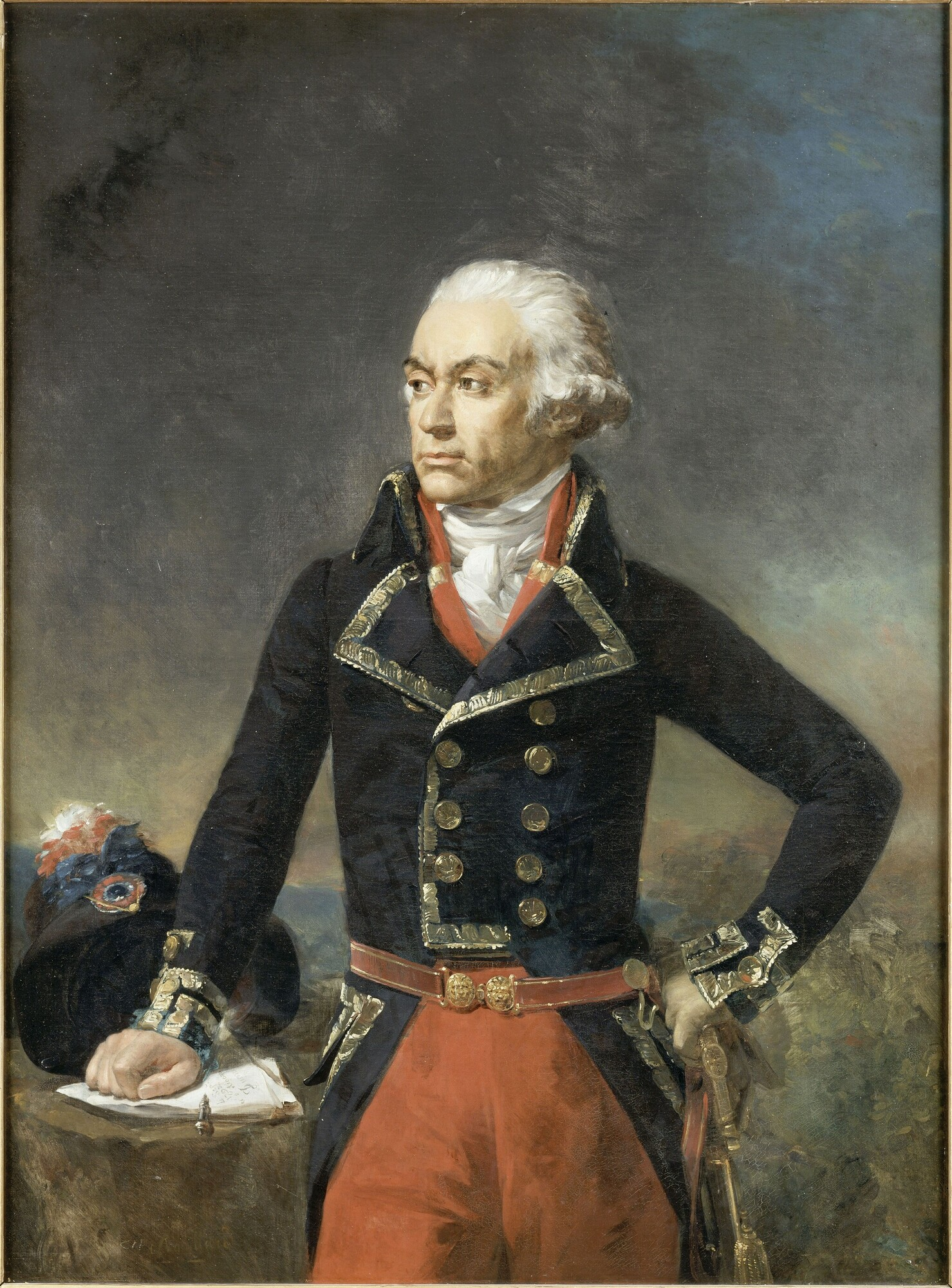
Postuum portret (1834) besteld door koning Louis-Philippe voor het Kasteel van Versailles.

Charles-François du Périer, markies Dumouriez, genaamd Dumouriez of Du Mouriez (Cambrai, 26 januari 1739 – Henley-on-Thames, 14 maart 1823) was een Frans generaal, die na aanvankelijke successen in de Eerste Coalitieoorlog overliep naar de vijand en daarmee hoogverraad beging.

## Opleiding en begin militaire loopbaan
Als zoon van een officier in het leger onder het ancien régime zorgde zijn vader voor een goede en breed georiënteerde opleiding. Als knaap studeerde hij aan het Collège Louis-le-Grand. Na het voltooien van zijn opleiding begon hij in 1757 een militaire carrière als vrijwilliger tijdens de Zevenjarige Oorlog in de Slag bij Roßbach. Hij beëindigde deze oorlog als kapitein en kon, voorzien van het Kruis van St. Louis en een klein pensioen, naar huis.

## Geheime dienst en gevangenschap
Een rondreis door het zuiden van Europa volgde. Zijn brieven aan hertog Etienne François de Choiseul over Corsicaanse aangelegenheden maakten zo'n diepe indruk, dat hij een staffunctie in het expeditieleger voor Corsica kreeg aangeboden in de rang van luitenant-kolonel. Na de periode op Corsica werd hij geheim agent voor koning Lodewijk XV. Een missie naar de Confederatie van Bar in Polen (later in Oekraïne) volgde in 1770, waar hij naast politieke inspanningen een Poolse militie hielp opzetten.
De val van de hertog van Choiseul zorgde ook voor Dumouriez' ondergang. Zes maanden bleef hij opgesloten in de Bastille. Daarna verbleef hij in Caen in detentie tot de troonsbestijging van Lodewijk XVI in 1774. In die periode huwde hij met zijn nicht. Door zijn ontrouw strandde het huwelijk: in 1789 volgde een scheiding en nam zijn vrouw haar toevlucht in een klooster.
Begaan met de situatie in het land zond Dumouriez vele memoranda naar de regering, waaronder een over de verdediging van Normandië en de belangrijke haven van Cherbourg. In 1778 leverde hem dat een benoeming op tot commandant over Cherbourg, dat hij tien jaren met verve zou verdedigen.

## Franse Revolutie

### Opkomst en ministerschap
Met zijn grote geldingsdrang rook hij bij de Franse Revolutie zijn kans en ging hij naar Parijs. Dumouriez kwam daar in aanraking met de beweging van de jakobijnen en sloot zich er bij aan. De plotselinge dood van de graaf de Mirabeau, op wie hij zijn kaarten had gezet, was een tegenslag, maar na als luitenant-generaal tot commandant van Nantes te zijn benoemd, schaarde hij zich, na de vluchtpoging van Lodewijk XVI, aan de zijde van de girondijnen. Op 15 maart 1792 volgde zijn benoeming tot minister van Buitenlandse Zaken. De koning herschikte toen zijn kabinet omdat hij zich achter la politique du pire had geschaard, die de binnen- en buitenlandse reactionairen moest verenigen door een oorlog. Hij was dan ook een groot stimulator van de oorlogsverklaring aan de Habsburgse monarchie. Hij wist de Wetgevende Vergadering te overtuigen dat een inval in de Oostenrijkse Nederlanden noodzakelijk was, maar pogingen daartoe in april en juni liepen spaak. Na het ontslag van een aantal collega-ministers nam hij het roer over van Servan op het ministerie van Oorlog, maar verliet dat al na twee dagen omdat de koning hem niet aanvaardde. Hij werd vervolgens weer militair onder maarschalk Nicolaus von Luckner.

### Veldtocht in de Nederlanden
Na de verwikkelingen rond de stormloop op de Tuilerieën en de vlucht van La Fayette kreeg hij het commando over het Centrale Leger en later dat van het Armée du Nord. Met de girondijnen in de regering en de overwinning bij Valmy, was er plots enthousiasme om de revolutie te exporteren en zijn plan voor de Zuidelijke Nederlanden uit te voeren. Gesteund door minister Pierre Lebrun, verklaarde hij op 12 oktober in de Nationale Conventie dat hij de Zuid-Nederlanders (Belgen) en de Luikenaren zou bevrijden. Op 27 oktober 1792 deed hij zijn inval in de Zuidelijke Nederlanden. Korte tijd later overwon hij in de Slag bij Jemappes.
Over het bezettingsbeleid was hij het echter grondig oneens met de Nationale Conventie en haar commissarissen in de Belgische provincies. Hij geloofde dat de 'bevrijde' gebieden een federatieve staat moesten vormen en dat de annexatie- en exactiepolitiek nefast (noodlottig) was. Ook was hij niet te spreken over de gebrekkige bevoorrading van zijn troepen, die hij als oorzaak van hun gebrekkige discipline zag.
Na de Franse oorlogsverklaring aan de Republiek op 1 februari 1793, kregen Dumouriez en De Miranda de opdracht om de Noordelijke Nederlanden binnen te vallen. Begin 1793 werden de Maasvestingen Stevensweert en het Fort Sint-Michiel in Venlo veroverd door de Franse troepen onder leiding van De Miranda, maar de inname van Venlo mislukte doordat de stad net op tijd versterkt werd met Pruisische troepen. Dumouriez kreeg assistentie van Daendels met circa 2.800 manschappen en tachtig ruiters van het Bataafs Legioen. Op 17 februari vond de hoofdaanval plaats. Via Breda zouden de troepen opstoten naar Dordrecht. Klundert en Bergen op Zoom vielen rond 25 februari. De vesting Willemstad kreeg een beleg te verduren van twee weken.
Op 2 maart proclameerde de Conventie steun van het Franse volk aan de Bataven, maar rond die tijd had zich al een kentering in de strijd afgetekend doordat het keizerlijke leger onder de prins van Coburg de Zuidelijke Nederlanden aanvielen. Op 1 maart leden de Fransen bij Aldenhoven (tussen Aken en Jülich) een zware nederlaag en op 3 maart werd het Beleg van Maastricht door De Miranda opgebroken. Dumouriez wilde echter zijn successen in het noorden niet opgeven. In het westen ging de strijd nog enkele dagen voort: Geertruidenberg viel op 4 maart en Breda koos op 5 maart een "revolutionaire" gemeenteraad. Op 8 maart kreeg Dumouriez opdracht zich terug te trekken uit de Republiek. Op 18 maart moest hij een forse nederlaag incasseren in de Slag bij Neerwinden, wat (voorlopig) een einde maakte aan de Franse bezetting.

### Verraad
De nederlaag ondermijnde zijn positie en leverde kritiek op uit jakobijnse hoek. Via luitenant-kolonel Goguet bekwam commissaris Delacroix een lijst met beschuldigingen tegen Dumouriez, die zich al geruime tijd niet meer kon vinden in de koers van de Conventie. Hij was ontgoocheld over de radicalisering van de revolutie en de politiek, waarbij de Nederlanden als bezet gebied en wingewest werden behandeld. Er volgde een onderzoek naar het militaire leiderschap van zowel Dumouriez als De Miranda, maar hij gaf aan voorrang te geven aan de terugtrekking op Saint-Amand. Toen oorlogsminister Beurnonville en de gedeputeerden Camus, Quinette, Bancal en Lamarque hem op 1 april opzochten om hem te schorsen en voor de Conventie in Parijs te brengen, liet hij de delegatie gevangennemen en leverde hij hen uit aan de vijand. Hij schreef dat hij Frankrijk weer vrede wilde geven en de grondwet van 1791 herstellen, en dat hij daarvoor naar Parijs zou oprukken. Vervolgens poogde hij zijn troepen daarvan te overtuigen. Toen hij daarin niet slaagde, liep hij in wanhoop over naar de Oostenrijkers, aan wie hij de vesting Condé beloofde. Ook de hertog van Chartres (de latere koning Lodewijk Filips I) en diens broer, de hertog van Montpensier, ontgoocheld door de "koningsmoord" op Lodewijk XVI, sloten zich bij hem aan. Zijn verraad ging gepaard met de desertie van een 1500 manschappen.

## Emigratie
Dumouriez doolde daarna van land naar land (onder andere Pruisen en Rusland) en hield zich bezig met de kuiperijen voor de hertog van Chartres en het vestigen van een orléanistische monarchie. Uiteindelijk streek hij
in 1804 neer in Engeland, waar de regering hem als waardevolle informant voor het Engelse ministerie van Oorlog in de strijd tegen Napoleon een jaarlijks pensioen van £ 1200 toekende.
Vanuit Engeland deed Dumouriez nog pogingen om door Lodewijk XVIII te worden benoemd tot maarschalk van Frankrijk , maar slaagde daarin niet. Nimmer meer werd hem toestemming gegeven naar Frankrijk terug te keren. Op 14 maart 1823 overleed hij, 84 jaren oud, in Turville Park nabij Henley-on-Thames.
Zijn eerste memoires verschenen in Hamburg (1794). Daarin presenteerde hij zich als de royalist die hij feitelijk nooit geweest was, wat bijdroeg aan zijn reputatie van aartsverrader. Een herziene editie La Vie et les mémoires du Général Dumouriez verscheen in 1823 (Parijs). Dumouriez schreef tijdens zijn leven ook vele politieke pamfletten.

## Uitgaven
- Charles François Dumouriez, Mémoires du général Dumouriez, écrits par lui-même, 2 delen, Hamburg / Leipzig 1794
- Charles François Dumoeries, Denkwürdigkeiten des Generals Dumouriez, Duitse vertaling in 2 delen, met aantekeningen van Christoph Girtanner, 2 delen, Berlin [u.a.] 1794
- La vie et les mémoires du général Dumouriez, met aantekeningen en verhelderende historische overzichten door Saint-Albin Berville en Jean-François Barrière, 4 delen, Paris 1822 (ook op microfiche beschikbaar; Georg Olms Verlag, Hildesheim 1994–1998)